# 文化、媒体和体育部
文化、媒体和体育部（英語：Department for Culture, Media and Sport, DCMS）是一个英国政府部门，负责全国的媒体（如广播、互联网）政策和英格兰的文化体育政策，以及旅游休闲和创意产业（有些与英国商务部合作）。该部门还负责过2012年奥运会和残奥会。

## 沿革
本部的前身为国家遗产部（Department of National Heritage, DNH），这一部门在1992年保守党获得大选胜利后不久的4月11日整合其他各部门职能创建。在这个部门建立之前，英国政府于1964年设立的艺术大臣和1962年的教育部（最早隶属环境部）体育事务副大臣二职管理相关政务，但并无专门的机构负责。
1997年7月14日，布莱尔首相将国家遗产部改名文化、媒体及体育部（Department for Culture, Media and Sport, DCMS）。
文化部是伦敦成功申办2012年奥运会的协调部门，并任免和监督提供奥运会基础设施和项目的机构，主要是奥运交付管理局（ODA）和倫敦奧運組織委員會。2007年6月的内阁改组，泰莎·乔威尔任总主计长，后任内阁办公厅大臣，同时还兼任奥运大臣。内阁办公厅与乔威尔共同承担了奥运会的职责，但政府奥运会执行官（GOE）所属的工作人员仍然在文化部工作。
2010年大选之后，本部不再管理奥运会的相关政务，但管部大臣仍负奥运相关职责。所以2010-2012年间，文化部的全称未变，而其管部大臣的全称变为文化、奥运、媒体及体育大臣。
2016年7月特蕾莎·梅上台后，公民社会办公室从内阁办公厅转移到文化部。
2017年7月3日本部更名为數位、文化、媒體暨體育部，以反映本部在数字部门的活动增加。
2023年英国内阁重组后，本部去掉“数字”的字眼；有關政策範疇已經移師至新成立的創新科技部。

## 机构设置

### 非内阁部门
- 英國國家檔案館

### 法定公共机构
- 英國第四頻道公司
- 皇家历史宫殿（英语：Historic Royal Palaces）
- 通讯管理局

### 公共广播机构
- 英国广播公司
- 威尔士第四台管理局

### 非政府部門公共機構
- 英国艺术委员会（英语：Arts Council England）
- 英國電影協會
- 大英图书馆
- 大英博物馆
- 平等和人权委员会（英语：Equality and Human Rights Commission）
- 博彩委员会
- 杰弗瑞博物馆（英语：Geffrye Museum）
- 英格兰历史遗产保护局
- 霍尼曼博物馆
- 赛马赌注征税所（英语：Horserace Betting Levy Board）
- 帝国战争博物馆
- 信息专员公署（英语：Information Commissioner's Office）
- 国家美术馆 (伦敦)
- 国家彩票遗产基金
- 國家航海博物館
- 利物浦国家博物馆（英语：National Museums Liverpool）
- 國家肖像館
- 自然史博物馆 (伦敦)
- 皇家兵械庫
- 科學博物館集團
- 約翰·索恩爵士博物館
- 英格兰体育委员会（英语：Sport England）
- 运动场馆安全管理局（英语：Sports Grounds Safety Authority）
- 泰特美術館
- 英国反兴奋剂组织（英语：UK Anti-Doping）
- 英国体育委员会（英语：UK Sport）
- 维多利亚和阿尔伯特博物馆
- 英国旅游局（英语：VisitBritain）
- 英格兰旅游局（英语：VisitEngland）
- 華勒斯典藏館

咨询性非政府部门公共机构
- 艺术作品出口审查委员会（英语：Reviewing Committee on the Export of Works of Art）
- 剧院信托局（英语：Theatres Trust）
- 国宝估价委员会（英语：Treasure Valuation Committee）

英国统计局管理的非政府部门公共机构
- 伦敦奥林匹克运动会组织委员会（英语：London Organising Committee for the Olympic Games）
- 英格兰安立甘宗教堂保护信托基金